# اللادند
اللادند (به انگلیسی: Alladand) یک منطقهٔ مسکونی در پاکستان است که در خیبر پختونخوا واقع شده‌است.